# Валід Арфуш
Валі́д Арфу́ш (фр. Walid Harfouch; араб. وليد حرفوش, кириліз.: Валід Харфуш) — телепродюсер, громадський діяч, віцепрезидент телеканалу «Euronews», Президент телеканалу «HDFashion&LifeStyle», співзасновник радіостанції «Супер-Нова» (Super-Nova) і журналу «Папараzzи».
У серпні 2011 року Арфуш запустив українську версію телеканалу «Euronews».

## Життєпис
Валід Арфуш народився 10 квітня 1971 року в Триполі (Ліван). Його батько Аднан Арфуш — професор арабської літератури, мати Нузхат аль-Хадж — директорка школи. У нього є старший брат Омар і старша сестра Хінд.
У 1988 році закінчив школу братів-маристів «Champville», у 1990 році  переїхав до України. У 1991 році вступив на кафедру журналістики Дніпропетровського університету.

У 1995 році переїхав до Києва, де почав працювати в медіасфері. У 2002 році Валід заснував піар-агенцію «Супер-Нова».

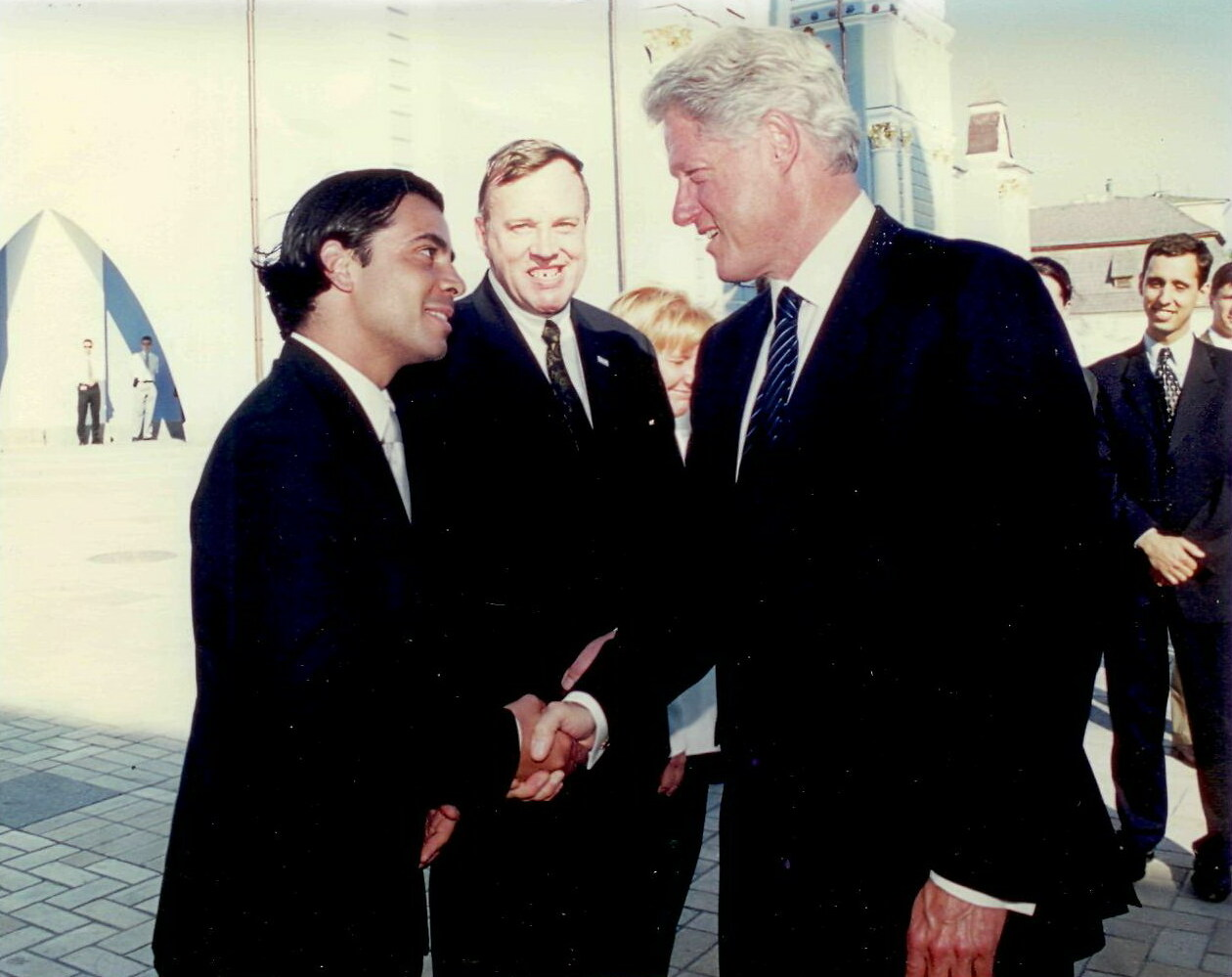
Валід Арфуш під час офіційного візиту Президента США Білла Клінтона в Україну, 1995 г.

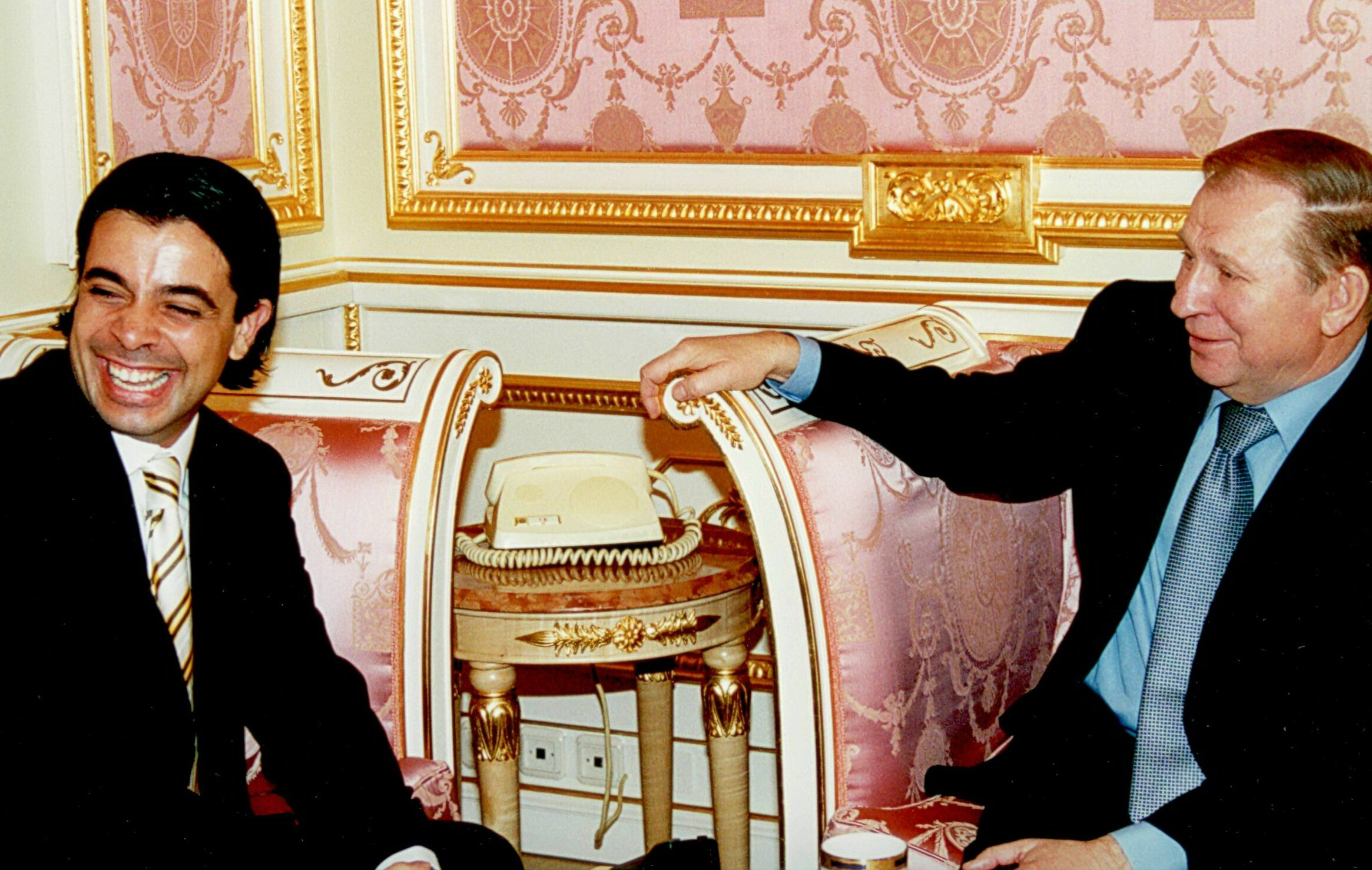
Валід Арфуш з Леонідом Кучмою, 1997 г.

У 2003 році Валід з братом почали видавати журнал «Папараzzи».
У 2005 році опублікував книгу «Секс, вбивство, мільйон».
У 2006 році з братом придбав права на проведення трьох конкурсів краси «Міс Європа». Перший відбувся в жовтні 2006 року в Києві в палаці «Україна». У 2017 році придбав супутниковий канал «HDFashion&LifeStyle».

## Телебачення
У серпні 2007 року Арфуш став продюсером телеканалу ТЕТ. З березня 2010 по червень 2013 року Арфуш був заступником директора НТКУ, де займався розвитком музично-розважальних проєктів.

2010 року, під час програми «Правда Романа Скрипіна» на телеканалі ТВі, Валід посварився з ведучим, коли той запитав щодо планів Арфуша по розвитку НТКУ з урахуванням його біографії та народження в Лівані. Валід відмовився відповідати, заявивши, що вважає таке формулювання запитання за расове упередження.

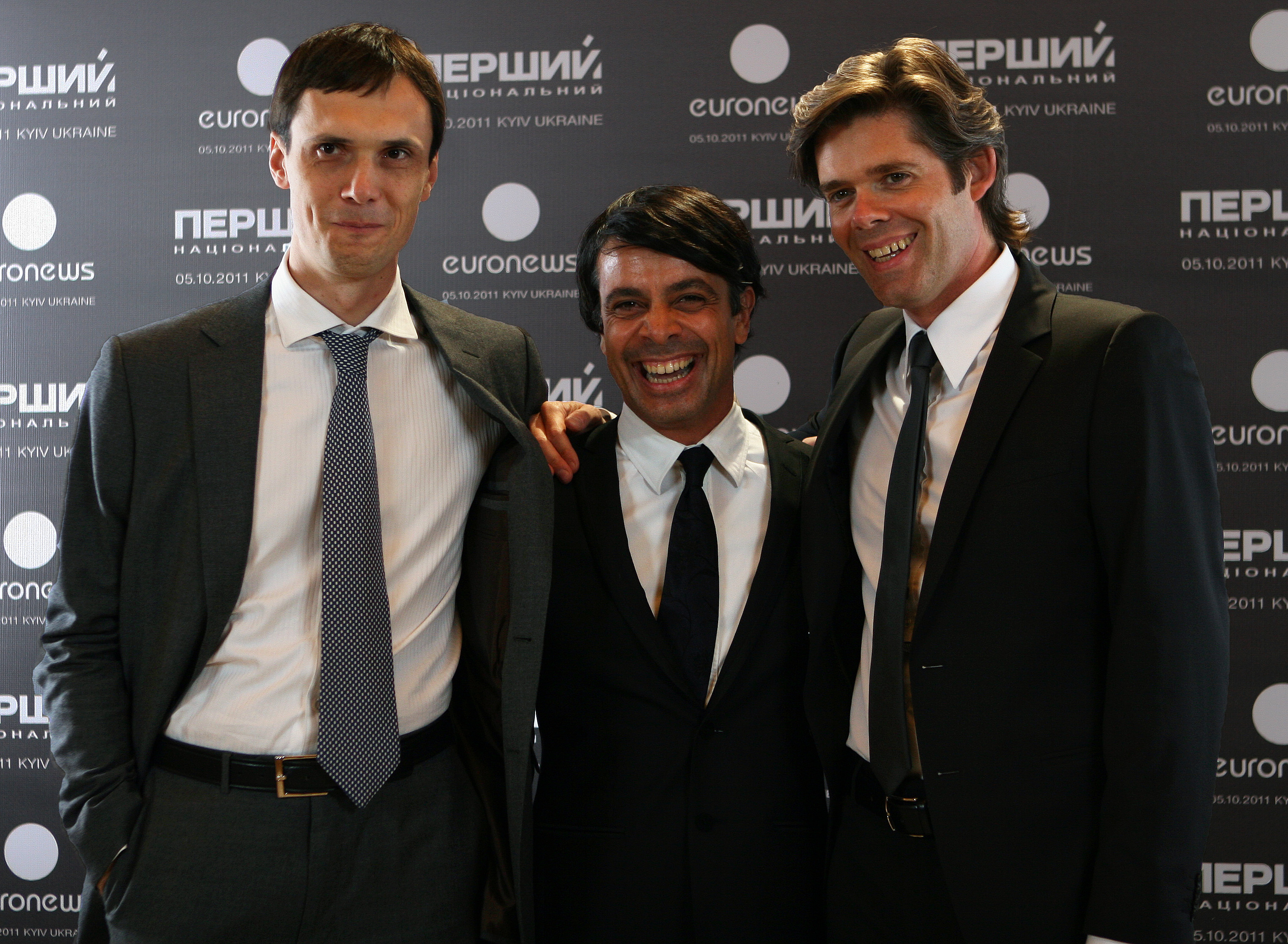
Презентація Еuronews, 2010

У жовтні 2010 року Арфуш став президентом Координаційної ради української версії «Euronews».
2 листопада 2011 року в Ліоні «Euronews» та Арфуш від імені НТКУ спільно анонсували офіційний запуск української версії «Euronews». За сприяння Арфуша, 24 серпня 2011 року було запущено Euronews українською мовою.
З 2014 року Арфуш є главою «Euronews» у країнах СНД. З 2019 року Арфуш став віцепрезидентом «Euronews».
У травні 2021 року подав заяву до Національної ради з питань телебачення та радіомовлення на видачу ліцензії супутниковому каналу Euronews Ukraine.

### Радіо

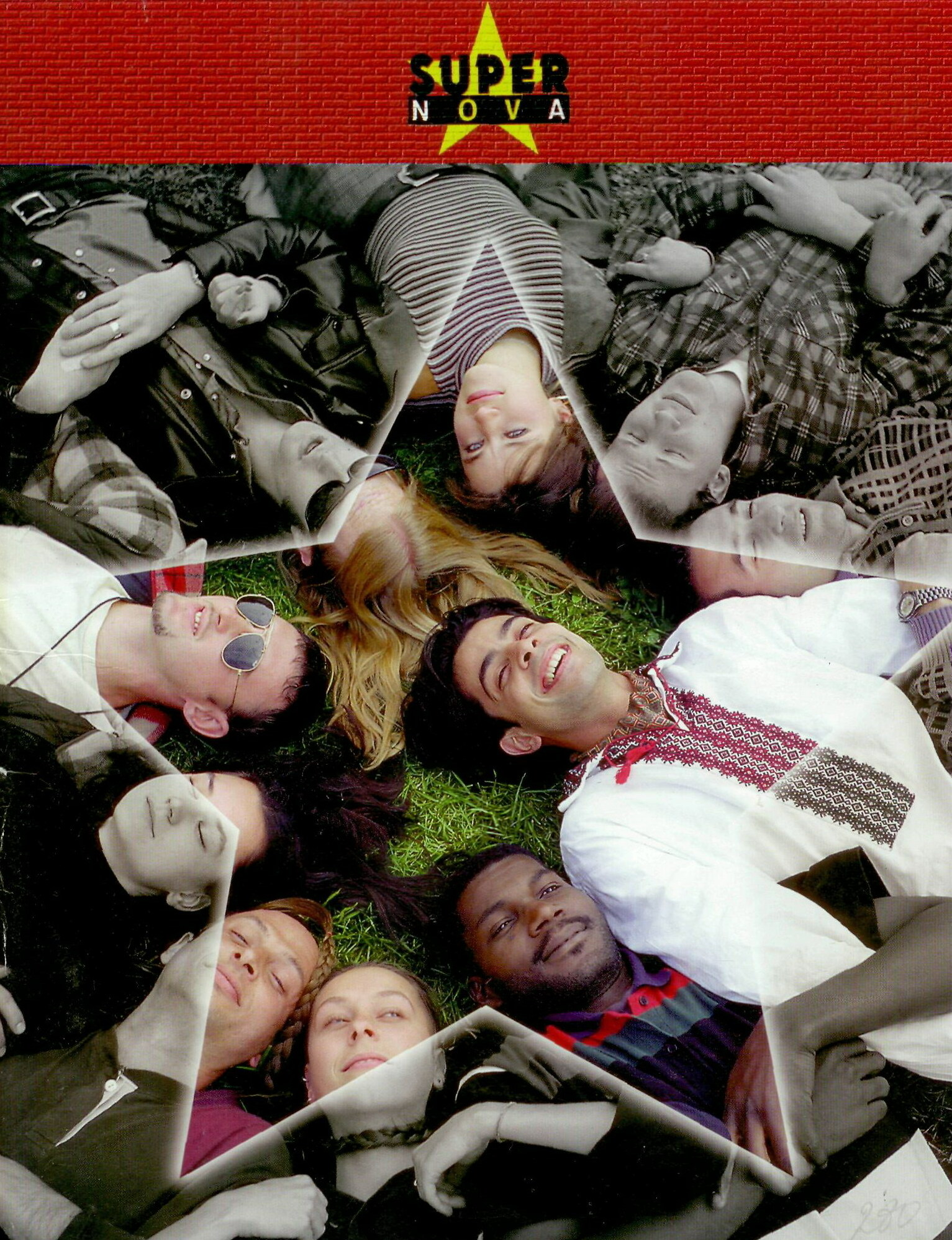
Валід з командою радіо «Супер-Нова»

1995 року Валід відкрив у Києві «Супер-Нова Радіо».[відсутнє в джерелі]

## Громадська діяльність
2007 року Арфуш створив ГО «SOS! Racism!», ставши її генсекретарем. Організація стала ініціатором заходу «Марш проти расизму».

## Звинувачення
Рахункова палата заявила про неефективність використання держкоштів Національною телекомпанією та Національною радіокомпанією 2010-2011 роках, використовували кошти тільки на власне утримання. Кошти було виділено для виконання держзамовлення, що передбачало створення продукту та пошук додаткових прибутків від телерадіовиробництва.

## Особисте життя
В середині 90-х Валід одружився з Наталією Дементьєвою. У пари народилося двоє дітей: син Карім (1996) і дочка Ліза (2000).
2001 вступив в цивільний шлюб з Лідою Петровою, а вже у 2015 році пара одружилася офіційно. Виховують трьох дітей: Емілі (2004 р.н.), Адама (2012 р.н.) і Адель-Хлою (2016 р.н.).

## Цікаві факти
- У 2006 році на запрошення українського режисера Андрія Бенкендорфа Валід знявся в його картині «Старики-полковники» в ролі бандита Артура.[20][21]
- У 2019 році став частиною фотовиставки «Підгледіла» фотографа Вікторії Сметани.[22][23]